# Укрпродснекгруп
ТОВ «Укрпродснекгруп» — одне з найбільших підприємств в Україні з виробництва снекової продукції, що знаходиться в смт Диканька Полтавської області. Підприємство виробляє олію, обсмажене насіння, кілька видів смаженого арахісу, а також підсолені фісташки.
Діяльність розпочато в 2007 році після запуску першої лінії з виробництва смаженого насіння. Сьогодні компанія є виробником таких торгових марок, як «Вкусняшки от Сашки», «Народна Марка», «Дари Диканьки», «Сухарьок».
Початково підприємство працювало у Карлівському районі Полтавської області.
У 2012 році було збудовано завод у с. Чернечий Яр Диканського району.
Продукція продається не тільки в Україні, а також в країнах СНД і Західної Європи.
Компанія має дипломи Всеукраїнського конкурсу якості продукції (товарів, робіт, послуг) «100 найкращих товарів України», а також стала переможцем обласних конкурсів «Кращі товари Полтавщини» у 2018 та 2019 роках.
Також компанія підтримує дитячі спортивні заходи. 
За підтримки компанії видається пізнавально-розважальний журнал для дітей та дорослих «Сашка».